# Jack’s Playground
Jack’s Playground ist eine Pornofilmreihe der Produktionsfirma Digital Playground. Regisseur der seit 2003 produzierten Reihe ist Robby D. Sie ist dem Genre des Gonzo-Films zuzuordnen. Die Serie unterscheidet sich von anderen Gonzofilmen durch ihre Humor-Elemente. Mittlerweile sind 38 Folgen erschienen und die Reihe wurde mehrfach mit Preisen ausgezeichnet.

## Inhalt
Jack’s Playground ist als Satire auf Reality-Serien angelegt. In dem Film sind kleinere Witze eingebaut, wie zum Beispiel Publikumslacher. Zudem gibt es zwischendurch Trickfilmsequenzen zu sehen, kurze Werbepausen sowie mit Gummipuppen nachgestellte Kurzfilme. Eine weitere Besonderheit ist die Einblendung von Sprechblasen, die im Bild auftauchen. Darstellerinnen sind auch bekannte Pornostars. In der ersten Folge aus dem Jahr 2003 spielen unter anderem Katja Kassin, Justine Joli und Penny Flame. In Folge 2 sind unter anderem Belladonna und Evan Stone zu sehen, in Folge 3 unter anderem die Darsteller Monica Sweetheart und Jesse Jane.

## Auszeichnungen
- 2005: AVN Award „Best Gonzo Series“[1]
- 2007: AVN Award „Best Vignette Series“[2]
- 2008: XBIZ Award „Best Gonzo Series“
- Venus Award „Best Gonzo Series“
- Nightmoves Award „Best Gonzo Series“

## Ableger
Mittlerweile sind bei Digital Playground auch die folgenden Genre-orientierten Filmreihen desselben Regisseurs erschienen:
- Jack’s Teen America (23 Folgen), seit 2004, u. a. mit Teagan Presley, Nautica Thorn, Roxy Jezel, Lauren Phoenix, Eva Angelina, Carmella Bing
- Jack’s POV (18 Folgen) – Auszeichnungen: AVN Award 2007 als „Best POV Series“ und „Best POV Sex Scene“ (Naomi St. Claire und Tommy Gunn) für Folge 2. AVN Award 2009 als Best POV Release für Folge 9.
- Jack’s Big Ass Show (9 Folgen), u. a. mit Jana Cova, Naomi St. Claire, Katja Kassin, Gina Lynn, Sophia Santi, Sunny Lane, Alexis Texas und Flower Tucci
- Jack’s Big Tit Show (9 Folgen), u. a. mit Krystal Steal, Jada Fire, Gina Lynn, Shyla Stylez, Amy Ried, Nikki Benz, Katsuni, Priya Rai, Sophia Santi, Angie Savage, Claire Dames
- Jack’s Leg Show (4 Folgen), u. a. mit Teagan Presley, Stoya und Sophia Santi – Auszeichnung: AVN Award 2008 als „Best Specialty Series – Other Genre“
- Jack’s Asian Adventures (4 Folgen), u. a. mit Mika Tan, Tia Tanaka, Nautica Thorn, Shay Jordan, Asa Akira
- Jack’s MILF Show (1 Folge), u. a. mit Ginger Lea, Lauren Kain, Alisandra Monroe, Veronica Rayne und Devon Lee
- Jack’s Redhead Adventure (1 Folge), u. a. mit Faye Valentine, Madison Young, Nikki Roze

## Darstellerliste

### Jack’s Playground
- Jack’s Playground 1 (2003): Dani Woodward, Justine Joli, Katja Kassin, Lana Moore, Loni, Penny Flame, Bunny Luv, Monica Mendez
- Jack’s Playground 2 (2003): Alyssa Lovelace, August Night, Belladonna, Brooke Banner, Kelle Marie, Lonnie Waters, Nika Mamic, Bunny Luv, Monica Mendez
- Jack’s Playground 3 (2003): Alicia Rhodes, Bobbi Eden, Jessica Jaymes, Monica Sweetheart, Diana Doll, Jesse Jane, Monica Mendez, Tyler Lee
- Jack’s Playground 4 (2003): Ariana Jollee, Ava Devine, Cynthia Pendragon, Katie Kaliana, Sarah Jordan, Jaymie, Jelena Jensen
- Jack’s Playground 5 (2003): Haley Paige, Holly Hollywood, Jamie Brooks, Jana Cova, Lexi Matthews, Michelle Barrett, Jelena Jensen, Monica Mendez, Tanya James
- Jack’s Playground 6 (2003): Autumn Austin, Demi Marx, Isabella Camille, Jessi, Kitty Jung, Mason Storm, Bunny Luv, Jelena Jensen
- Jack’s Playground 7 (2003): Breanne Benson, Cherokee, Dana Vespoli, Friday, Temptation, Avery Adams, Monica Mendez
- Jack’s Playground 8 (2004): Corina Taylor, Delilah Stone, Dominica Leoni, Jesse Jane, Lonnie Waters, Penny Flame, Martina, Sophia Ferrari, Jelena Jensen
- Jack’s Playground 9 (2004): Devon Michaels, Betty Sue, Katsuni, Kimberly Kane, Shawnie, Bunny Luv, Rita G.
- Jack’s Playground 10 (2004): Jesse Jane, Kelly Kline, Lani Kaluha, Makayla Cox, Shy Love, Jesse Capelli
- Jack’s Playground 11 (2004): Ashley Blue, Ashley Fires, Elizabeth Lawrence, Fallon Sommers, Nikki Loren, Bunny Luv, Charlie Laine, Jaymie, Jelena Jensen, Joelean
- Jack’s Playground 12 (2004): Lena Juliett, Lili Thai, Nicki Hunter, Rita Faltoyano, Sarah Blake, Vicki Powell, Bunny Luv
- Jack’s Playground 13 (2004): Aimee Sweet, Charisma Cole, Devon, Essy Moore, Luci Thai, Vicki Powell, Bunny Luv
- Jack’s Playground 14 (2004): Christie Lee, Crissy Moran, Eve Lawrence, Melissa Lauren, Monica, Teagan Presley, Bunny Luv, Jelena Jensen
- Jack’s Playground 15 (2004): Cole Conners, Crissy Moran, Emily Davinci, Jassie, Maliyah Madison, Michelle Barrett, Monique Alexander, Bunny Luv, Jelena Jensen
- Jack’s Playground 16 (2004): Ashley Roberts, Isabella Soprano, Lee Ann, Porscha Blaze, Roxy Jezel, Taylor Rain, Jana Mrazkova, Bunny Luv, Teagan Presley
- Jack’s Playground 17 (2004): Amber Simpson, Arianna Catori, Jamie Lynn, Jayna Oso, Marie Luv, Porscha Blaze, Brittney Skye, Friday, Jelena Jensen, Teagan Presley
- Jack’s Playground 18 (2004): Ava Ramon, Cytherea, Domino, Erin Moore, Ramona Luv, Vanilla Skye, Vanessa Blue
- Jack’s Playground 19 (2004): Alexis, Charlie Laine, Jada Fire, Makayla Cox, Megan Martinez, Trina Michaels, Jelena Jensen
- Jack’s Playground 20 (2005): Angel, Tiffany Taylor, Joelean, Leanella, Tiana Lynn, Avery Adams, Bunny Luv
- Jack’s Playground 21 (2005): Jade Hsu, Leah Marie, Leanella, Leili Koshi, MacKenzie Mack, Shay Lamar, Bunny Luv
- Jack’s Playground 22 (2005): Harmony Rose, Jackie Ashe, Betty Sue, Jade Hsu, Jenaveve Jolie, Nicole, Bunny Luv, Keri Sable, Melody
- Jack’s Playground 23 (2005): Jenaveve Jolie, Montanna Rae, Naudia Nyce, Smokie Flame, Venus, Bunny Luv
- Jack’s Playground 24 (2005): Jazmin, Jennifer Luv, Reina Leone, Sabina Star, Sarah Blake, Bunny Luv
- Jack’s Playground 25 (2005): Kelli Tyler, Melanie Jagger, Nikki Benz, Randi Wright, Rocki Roads, Sandra Romain, Tera Patrick
- Jack’s Playground 26 (2005): Jana Cova, Jayna Oso, Marie Luv, Nautica Thorn, Paola Rey, Sintia Stone
- Jack’s Playground 27 (2005): Aidan Layne, Ann-Marie Michelle, Austin Kincaid, McKenzie Lee, Sophie Paris, Tory Lane
- Jack’s Playground 28 (2005): Katsuni, McKenzie Lee, Poppy Morgan, Teagan Presley, Terri Summers, Paola Rey
- Jack’s Playground 29 (2005): Chase Dasani, Delilah Strong, Isabella Camille, Julia Ann, Taryn Thomas, Tiffany Hopkins, Gianna Michaels, Zoe Britton
- Jack’s Playground 30 (2005): Jelena Jensen, Jenaveve Jolie, Marlena, Paola Rey, Renee Richards, Rita Faltoyano, Taryn Thomas
- Jack’s Playground 31 (2005): Bianca Pureheart, Devon, Isabella Camille, Jana Cova, Jasmine Byrne, Rocki Roads, Taryn Thomas, Nautica Thorn
- Jack’s Playground 32 (2005): Alexis Silver, Brooke Haven, Flower Tucci, Jelena Jensen, Michelle Maylene, Sophia Santi
- Jack’s Playground 33 (2006): Juliana Kincaid, Celeste Star, Devaun, Devon, Renee Richards, Riley Mason, Sara Stone
- Jack’s Playground 34 (2007): Alicia Alighatti, Alicia Angel, Courtney Cummz, Katsuni, Kelly Kline, Tiffany Rayne
- Jack’s Playground 35 (2007): Candy Manson, Karlie Montana, Lexi Love, Lexxi Tyler, Myah Monroe, Ruby Knox, Teagan Presley
- Jack’s Playground 36 (2007): Alyssa Chase, Carli Banks, Christina Brooks, Holly Wellin, Marlena, Selina Draagen, Sophia Santi
- Jack’s Playground 37 (2007): Diana Doll, Jelena Jensen, Jesse Jane, Kelsey Michaels, Roxy DeVille, Valentina Vaughn
- Jack’s Playground 38 (2007): Audrey Bitoni, Lacie Heart, Leah Luv, Nevaeh, Roxy DeVille, Teagan Presley

### Jack’s Teen America
- Jack’s Teen America 1 (2004): Jayna Oso, Jenaveve Jolie, Nautica Thorn, Teagan Presley, Trinity
- Jack’s Teen America 2 (2004): Jennifer Luv, Katja Kassin, Kelly Kline, Nautica Thorn, Nikki Benz, Roxy Jezel
- Jack’s Teen America 3 (2004): Harmony Rose, Lauren Phoenix, Megan Martinez, Rachel Rotten, Sativa Rose
- Jack’s Teen America 4 (2005): Gianna, Haley Paige, Jasmine Byrne, Katsuni, Tyla Wynn
- Jack’s Teen America 5 (2005): Dasha, Devon, Jayna Oso, Keri Sable, Sandra Shine, Teagan Presley
- Jack’s Teen America 6 (2005): Avena Lee, Dasha, Eva Angelina, Kinzie Kenner, Tory Lane
- Jack’s Teen America 7 (2005): Austin Kincaid, Katja Kassin, Marie Luv, Tiffany Holiday, Vanessa Lane
- Jack’s Teen America 8 (2005): Aidan Layne, Eva Angelina, Gia Paloma, Melissa Lauren, Sandra Romain
- Jack’s Teen America 9 (2005): Carmen Vera, Jazmin Chaudhry, McKenzie Lee, Teagan Presley, Tiffany Hopkins
- Jack’s Teen America 10 (2005): Carmen Vera, Kelly Kline, Taryn Thomas, Terri Summers, Trinity
- Jack’s Teen America 11 (2005): Austin Kincaid, Renee Richards, Teagan Presley, Tina Fine, Tory Lane
- Jack’s Teen America 12 (2005): Candy Manson, Gigi Ferari, Jamie Elle, Jenaveve Jolie, Yasmine Vega
- Jack’s Teen America 13 (2005): Bianca Pureheart, Claire Robbins, Jamie Huxley, Jasmine Byrne, Sativa Rose
- Jack’s Teen America 14 (2005): Brandy Talore, Brooke Haven, Jamie Elle, Michelle Maylene, Sara Stone
- Jack’s Teen America 15 (2005): Alicia Alighatti, Juliana Kincaid, Courtney Cummz, Taryn Thomas, Veronica Lynn
- Jack’s Teen America 16 (2006): Alicia Angel, Katja Kassin, Riley Mason, Texas Presley, Tiffany Rayne
- Jack’s Teen America 17 (2007): Holly Morgan, Holly Wellin, Jana Cova, Lacie Heart, Michelle Barrett, Riley Mason
- Jack’s Teen America 18 (2007): Alyssa Chase, Gianna Michaels, Jessi Castro, Marlena Mason, Roxy DeVille, Sophia Santi
- Jack’s Teen America 19 (2007): Carmella Bing, Jelena Jensen, Jesse Jane, Kelsey Michaels, Nadia Styles, Sophia Santi
- Jack’s Teen America 20 (2008): Diana Doll, Hillary Scott, Holly Morgan, Jana Cova, Shay Jordan, Sophia Santi
- Jack’s Teen America 21 (2008): Lacie Heart, Poppy Morgan, Rebeca Linares, Renae Cruz, Tricia Oaks
- Jack’s Teen America 22 (2008): Adrianna Lynn, Anette Schwarz, Jenny Hendrix, Sasha Grey, Teagan Presley
- Jack’s Teen America 23 (2009): Angelina Valentine, Ariel Summers, Emy Reyes, Riley Steele, Stoya

### Jack’s POV
- Jack’s POV 1 (2006): Charlotte Stokely, Hillary Scott, Jayna Oso, Lauren Phoenix, Lexi Marie, Roxy DeVille
- Jack’s POV 2 (2006): Brianna Beach, Daisy Marie, Jada Fire, Michelle Maylene, Naomi
- Jack’s POV 3 (2006): Devon Lee, Holly Wellin, Kinzie Kenner, Riley Shy, Sunny Lane
- Jack’s POV 4 (2006): Ava Rose, Faith Leon, Gianna Michaels, Jesse Jane, Lexi Belle
- Jack’s POV 5 (2006): Alexis Love, Kinzie Kenner, Shyla Stylez, Teagan Presley, Whitney Stevens
- Jack’s POV 6 (2007): Audrey Bitoni, Kimberly Franklin, Regan Reese, Shay Jordan, Shy Love
- Jack’s POV 7 (2007): Cayton Caley, Gina Lynn, Jaylnn West, Lacie Heart, Ryaan Reynolds
- Jack’s POV 8 (2007): Carmel Moore, Honey DeJour, Jana Cova, Natasha Nice, Veronique Vega
- Jack’s POV 9 (2007): Brianna Love, Carmella Bing, Gianna Michaels, Renae Cruz, Stoya
- Jack’s POV 10 (2007): Candy Manson, Codi Milo, Jana Cova, Natasha Nice, Sienna West, Teagan Presley, Whitney Stevens
- Jack’s POV 11 (2008): Annette Schwarz, Britney Stevens, Hannah Harper, Lacey Maguire, Rachel Roxxx
- Jack’s POV 12 (2008): Alexis Silver, Kiki Vidis, Madison Ivy, Shyla Stylez, Teagan Presley
- Jack’s POV 13 (2008): Kiara Diane, Loona Luxx, Mina Leigh, Sara Sloane, Stoya
- Jack’s POV 14 (2009): Alexis Texas,  Codi Carmichael, Kristina Rose, Nicole Ray, Riley Steele
- Jack’s POV 15 (2009): Andy San Dimas, Faye Reagan, Jayden Jaymes, Morgan Dayne, Tori Black
- Jack’s POV 16 (2010): Chayse Evans, Kasey Chase, Kortney Kane, McKenzie Lee, Raven Alexis
- Jack’s POV 17 (2010): Chanel Preston, Charley Chase, Heather Starlet, Sasha Bleu, Tori Black
- Jack’s POV 18 (2011): Alexis Texas, Candy Manson, Kayden Kross, Kortney Kane, Sophia Santi